# Gonomyia sicula
Gonomyia sicula là một loài ruồi trong họ Limoniidae. Chúng phân bố ở miền Cổ bắc.